# María José Figueras
María José Figueras Salvat (Tarragona, 1956) es una bióloga española, catedrática de microbiología e investigadora especializada en microbiología ambiental. Desde mayo de 2018 es rectora de la Universidad Rovira i Virgili convirtiéndose en la primera mujer rectora de esta universidad.

## Trayectoria
Se graduó en la Universidad de Barcelona en 1979 y se doctoró en esa misma universidad en 1986. Especializada en microscopía electrónica en la Universidad de Groningen (Holanda), en 1979 inició en la docencia en la Universidad de Barcelona desarrollando posteriormente su carrera de docente e investigadora en la Unidad de Biología y Microbiología del Departamento de Ciencias Médicas Básicas de la Facultad de Medicina de Reus, donde fue titular de universidad en 1988 y catedrática de Microbiología en la Facultad de Medicina y Ciencias de la Salud de Reus desde el año 2001. En la Universidad Rovira i Virgili contribuyó especialmente en el desarrollo de metodologías de enseñanza en biología y microbiología.

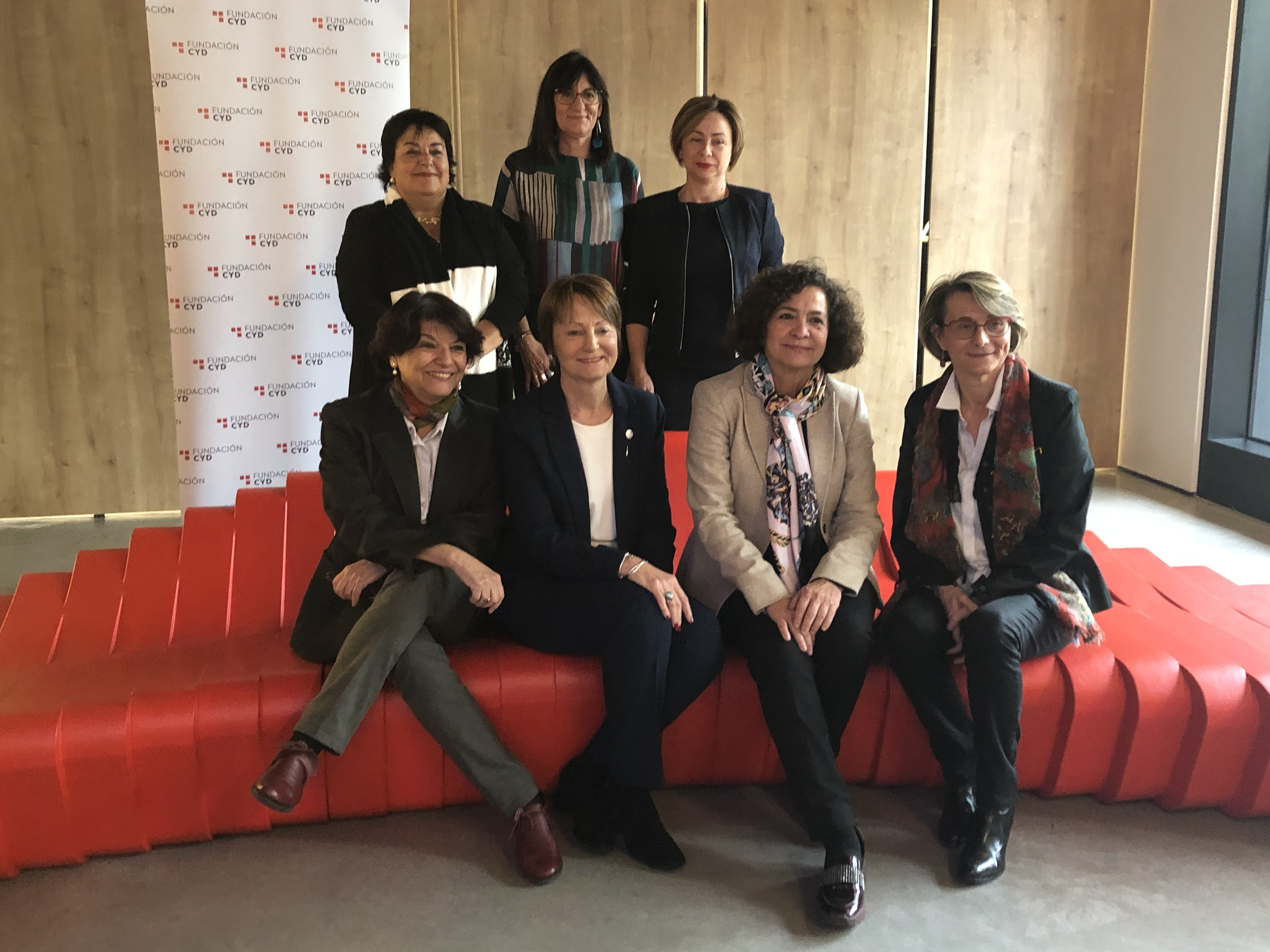
María José Figueras con Soledad Murillo, Secretaria de Estado de Igualdad y otras cinco rectoras: María Vicenta Mestre (Universidad de Valencia), Pilar Aranda (Universidad de Granada), Eva Alcón (Universitat Jaume I) María Antonia Peña (Universidad de Huelva) y Rosa Aguilar Chinea (Universidad de La Laguna)

### Investigación en microbiología ambiental
Figueras es especialista en microbiología ambiental centrándose sobre todo en la contaminación microbiológica del agua. Ha participado en proyectos internacionales como Aqua-Chip, Epibathe, Healthy Water y Aquavalens. Por otro lado ha estudiado la taxonomía y epidemiología de bacterias poco conocidas, como las de los géneros Aeromonas y Arcobacter, que incluyen especies que pueden producir infecciones en las personas y los animales. Ha descrito varios casos clínicos y 25 nuevas especies de estas bacterias desconocidas hasta entonces por la ciencia. En 2012 recibió el reconocimiento de la URV a la calidad de su investigación, que tiene un impacto superior a la media mundial en el área de la microbiología.
Es embajadora en España de la Sociedad Americana de Microbiología.

### Gestión universitaria
De 1989 a 1992 fue secretaria de la División VII de la Universidad de Barcelona en Tarragona. En 2013 asumió la dirección del Departamento de Ciencias Médicas Básicas de la Universidad Rovira i Virgili hasta mayo de 2018 cuando fue elegida rectora en las elecciones del 15 de mayo de 2018 con el 51,21% de los votos ponderados de la comunidad universitaria frente a la candidatura del hasta entonces rector Josep Antón Ferré (2014-2018) que logró el 48,79 % .

### Igualdad en la universidad
Figueras es la segunda rectora en ser elegida en una universidad pública en Cataluña junto con Margarita Arboix rectora de la Universidad Autónoma de Barcelona elegida en 2018. Señala que el problema está en parte porque hay menos mujeres catedráticas que hombres y plantea como objetivo de trabajo avanzar hacia un equipo paritario.

### Universidad como espacio de diálogo
María José Figueras defiende una universidad como espacio de conciliación y de diálogo. "La protesta -señala- no ha de pasar por la violencia y la falta de respeto"